# Ehrsen-Breden

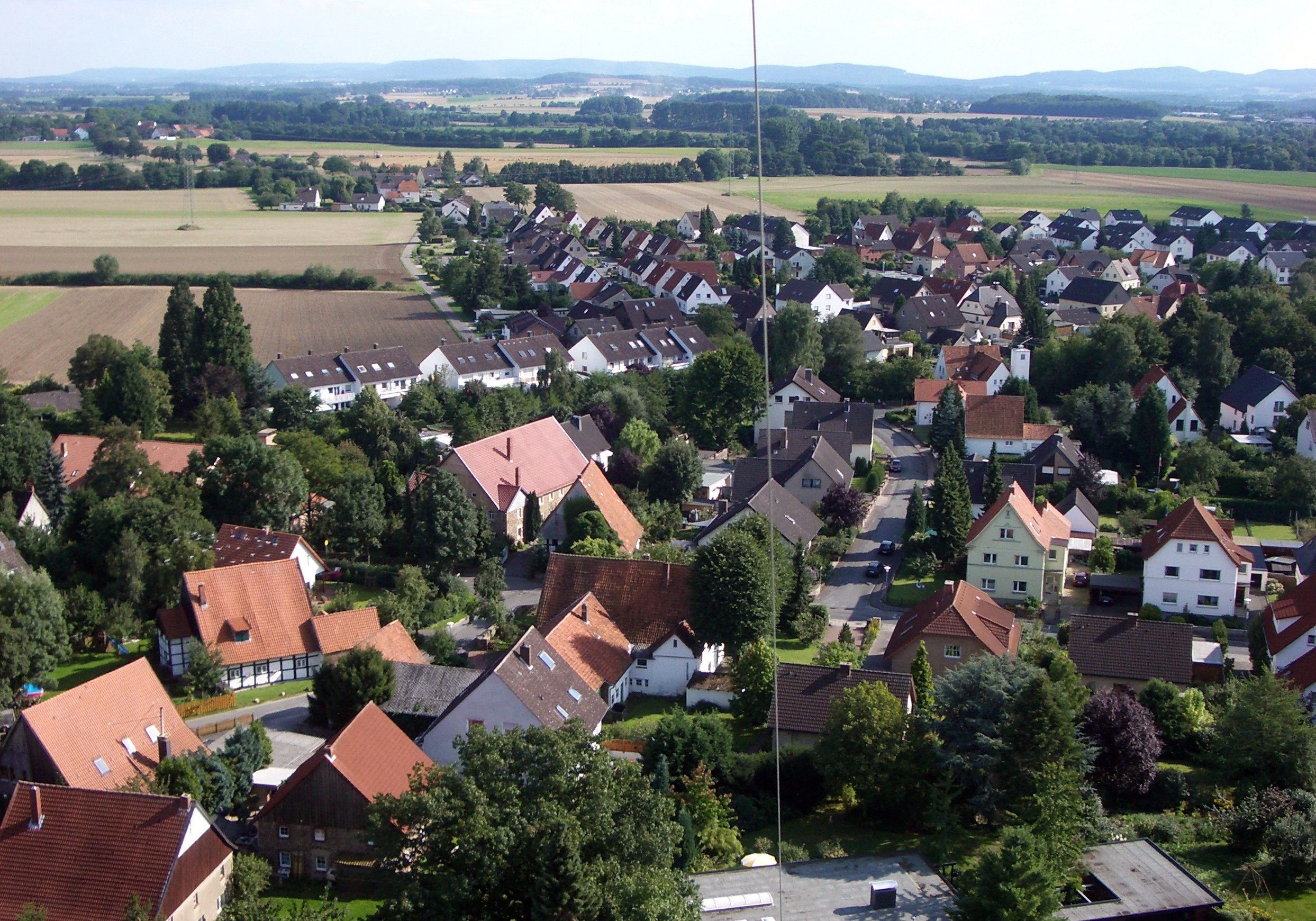
Der Ortsteil Ehrsen

Ehrsen-Breden ist ein Ortsteil der Stadt Bad Salzuflen im nordrhein-westfälischen Kreis Lippe in Deutschland.

## Geographie

### Lage
Ehrsen-Breden liegt südöstlich, etwa drei Kilometer außerhalb des Salzufler Stadtzentrums. Der Ort grenzt im Norden an den Ortsteil Wüsten, im Südosten an den Ortsteil Grastrup-Hölsen, im Süden an Holzhausen sowie westlich an die Ortsteile Schötmar und Salzuflen.

### Schutzgebiete
Im Nordosten, südlich von Bergkirchen, ist seit 2002 das Naturschutzgebiet Bachtal bei Grünau ausgewiesen. Im Gebiet von Ehrsen-Breden sind außerdem die Landschaftsschutzgebiete „Bachtal in Breden“, „Sudbach“, „Bachtal bei Burwelle“ und „Bachtal südlich Hollenstein“ ausgewiesen.

## Geschichte
Ehrsen wurde erstmals 1158 als Ethessin schriftlich erwähnt. Die erste schriftliche Erwähnung von Breden als Brede wird auf 1436 datiert.
Am 1. Januar 1969 wurde Ehrsen-Breden ein Ortsteil der neuen Stadt Bad Salzuflen.

### Einwohnerentwicklung
| Jahr      | 1860 | 1939 | 1962 | 1969 |
| Einwohner | 772  | 904  | 1275 | 2498 |
| --------- | ---- | ---- | ---- | ---- |

## Politik
Ortsausschussvorsitzende ist das Stadtratsmitglied Regina Suett (SPD).

## Kultur und Sehenswürdigkeiten

### Baudenkmäler

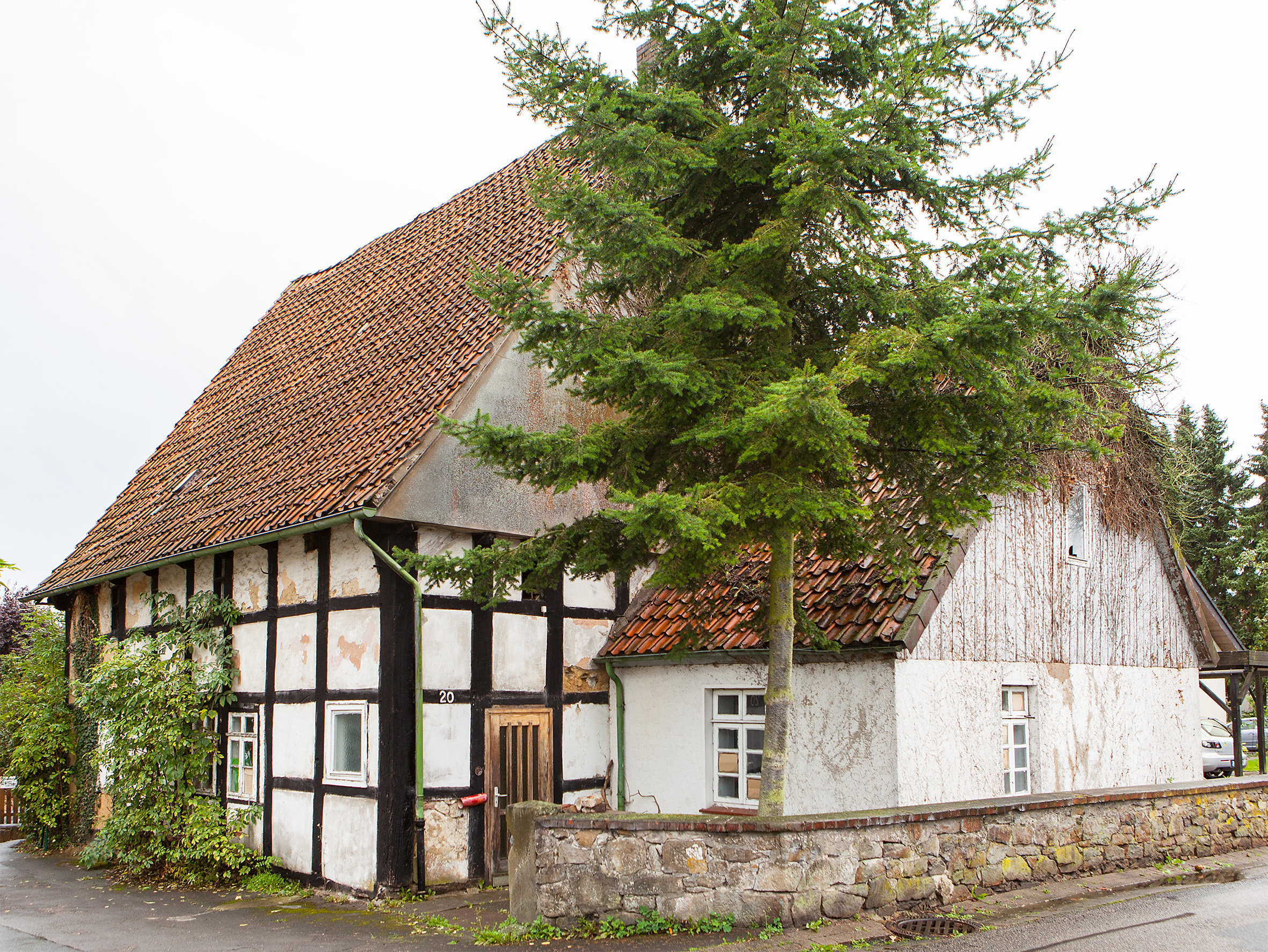
Haus Mittelstraße 20

Folgende Bauwerke in Ehrsen-Breden sind in der Denkmalliste der Stadt Bad Salzuflen eingetragen; Grundlage für die Aufnahme war das Denkmalschutzgesetz Nordrhein-Westfalen (DSchG NRW):
- Hofanlage, Heldmanstraße 155 (Denkmalnummer: 30 / Aufnahme: 1987)
- Kornspeicher, Mittelstraße 19 b (67 / 1988)
- Haus, Ellernweg 2 (127 / 1990)
- Bruchsandsteinmauer, Mittelstraße 28 c (165 / 1992)
- Haus, Mergelweg 10, ein Vierständer-Durchgangsdeelenhaus (175 / 1998)
- Hofanlage, Mittelstraße 21 (179 / 1995)
- Haus, Mittelstraße 20, Zweiständer-Fachwerkbauernhaus mit straßenseitiger Einfriedigungsmauer (180 / 1996)
- Hofanlage Nacke, Mittelstraße 19 (193 / 1996)
- Haus, Breder Straße 4 (206 / 1990)
- Haus, Weidenstraße 2 (219 / 1991)

## Verkehr
Der Ort Ehrsen-Breden ist über die Landesstraße 805 nach Hollenstein (weiter nach Wüsten und Kirchheide) sowie die L 712 nach Schötmar und Grastrup (weiter zur Ostwestfalenstraße) an das überregionale Straßennetz angebunden.